# Tractat de Torí (1760)
El Tractat de Torí, o tractat de límits va ser signat, el 24 de març de 1760 entre el regne de França i el Regne de Piemont-Sardenya.
La frontera entre els dos estats, del costat del comtat de Niça i la Provença, hereva dels conflictes de successió del comtat de Provence des del segle xiv, s'havia quedat molt desigual pels conflictes, compres diverses, i intercanvis de territori. Aquestes irregularitats, a una regió muntanyenca i, per tant, compartimentada, complicava el comerç i l'administració civil i religiosa, les fronteres dels bisbats no seguien les fronteres polítiques. També obstaculitzava la lluita contra el contraban (vegeu l'exemple de la persecució i captura de Mandrin el maig de 1755. · .
S'havia dut a terme un acord el 1703 per permetre el pas lliure entre els diferents punts, però que no va ser respectat per igual per ambdues parts. Una primera regulació s'havia dut a terme el 1713 amb el Tractat d'Utrecht.
A la part nord, Gex quedava separada de França per la vall de la Valserine, que permetia el pas de les tropes espanyoles entre Savoia i el Franc-Comtat (i va ser batejada per aquest motiu Camí dels espanyols). Aquest territori va deixar de ser estratègic el 1714, per l'aliança de família entre França i Espanya i l'adquisició del Franc-Comtat per part de França.
El Tractat va regular la frontera entre els dos estats :
- Intercanvi de les ciutats Seyssel (un tros), Chanaz i La Balme situades a la riba esquerra del Roine, que formaven part del Bugey, van passar al Piemont a canvi de la Vall de la Valserine: així, el camí entre el Franc-Comtat espanyol i la Savoia es va convertir en francès, i Gex va deixar de ser un enclavament separat de França.[3]

- La frontera entre el comtat de Niça i la Provença, es va fixar en la línia divisòria d'aigües entre els rius  Var i  Verdon, Var, l'Esteron fins al  Aiglun i després una altra vegada en el Var.

La vall de la Roudoule al comtat de Niça, va tornar al Piemont, Roquesteron es va tallar per la meitat. Guillaumes va passar al Piemont, Entrevaux, la ubicació estratègica per a controlar les comunicacions entre el Var superior i l'inferior, va quedar per al regne de França.
Detallant-ho:
- Gattières, Dosfraires, Boyon, Ferres, Conségudes, Aiglun, passen a França ;
- Guillaumes, Daluis, Auvare, Saint-Léger, La Croix, Puget-Rostang, Quebris, Saume-Longue, Saint-Antonin, La Penne, i una part de Saint-Pierre (Besseuges) passen al Piemont.[4])

La nova frontera va quedar delimitada el 1761, del pont de Roquesteron fins al coll de Pelouse a la frontera entre el comtat de Niça i Provença. Una altra fita va ser col·locada al  Pont de Beauvoisin.
Respecte al comtat de Niça, el Piemont va guanyar-hi en aquest intercanvi: va rebre més terra de la que va perdre, que era la terra més fèrtil, 3600 persones es converteixen en savoyardes, contra 1800 que es converteixen en franceses. I en aquestes terres, és on es troba el bastió de Guillaumes fortificat per Sébastien Le Prestre, el marquès de Vauban. Per contra, es facilita la comunicació entre els dos països, que era l'objectiu.
El tractat va entrar en vigor l'octubre de 1760, al desmantellar la ciutadella de Guillaume. No obstant això, no va resoldre tots els problemes: 
- El bisbat de  Glandèves va quedar la meitat per a França, la meitat per al Piemont;
- Les disputes entre les comunitats són més nombroses que abans (a causa del repartiment d'alguns territoris entre ambdues parts);
- El contraban de sal va seguir existint;